# Stylogaster plumidecorata
Stylogaster plumidecorata är en tvåvingeart som beskrevs av Camras och Parrillo 1985. Stylogaster plumidecorata ingår i släktet Stylogaster och familjen stekelflugor. Inga underarter finns listade i Catalogue of Life.